# NGC 3055
NGC 3055 é uma galáxia espiral barrada (SBc) localizada na direcção da constelação de Sextans. Possui uma declinação de +04° 16' 10" e uma ascensão recta de 9 horas, 55 minutos e 17,8 segundos.
A galáxia NGC 3055 foi descoberta em 24 de Janeiro de 1784 por William Herschel.